# Ричардсон, Виктор (британский офицер)
Ви́ктор Ри́чардсон (англ. Victor Richardson; 18 марта 1895, Хов, графство Восточный Суссекс, Великобритания — 9 июня 1917, Челси, Лондон, Великобритания) — британский офицер, участник Первой мировой войны. Погиб от последствий ранений, полученных в битве при Аррасе. Посмертно награждён Военным крестом. Персонаж автобиографической книги Веры Бриттен «Заветы юности» (1933).

## Биография

### Ранние годы
Родился в Хове 18 марта 1895 года в семье дантиста Фрэнка Виктора и Эмили Кэролайн Ричардсонов. Начальное образование получил в Аппингемской школе, где познакомился и подружился с Роландом Лейтоном (1895—1915) и Эдвардом Бриттеном (1895—1918). Мать Лейтона называла их «тремя мушкетёрами». Позднее Эдвард представил Виктора своей сестре Вере Бриттен, которая стала его близким другом и доверенным лицом, особенно после смерти Роланда Лейтона. Друзья звали Виктора «Таром» или «Тахом». Под этим прозвищем он упоминается в книге Веры Бриттен «Заветы юности».
В Аппингеме Виктор прошёл подготовку в офицерском корпусе. По свидетельству его сокурсника, Кристофера Невинсона, в школе и на курсах господствовал дух «ура патриотизма». Те, кто отказывались разделять подобные настроения, подвергались психологическому давлению и физическому насилию. В одном из своих выступлений перед учениками директор школы сказал им: «Если человек не может служить своей стране, ему лучше умереть».

### На фронте
Виктор хотел стать врачом и поступил в Эммануил-колледж в Кембридже. Вскоре после начала Первой мировой войны, в августе 1914 года, он оставил учёбу и поступил на службу в армию. 5 октября 1914 года его назначили вторым лейтенантом в Суссекском королевском полку. Во время обучения в Хоршэме в январе 1915 года Виктор заболел менингитом и был отправлен на лечение в больницу в Брайтоне. 4 июля 1915 года он получил звание временного лейтенанта.
В сентябре 1916 года его перевели в 9-й королевский стрелковый корпус, в составе которого отправили на Западный фронт. В письме к Вере Бриттен от 31 октября 1916 года, описывая свою жизнь в прифронтовых окопах, Виктор писал: «Здесь очень тихо и без особой суматохи. До последнего дня, когда пара пятнадцатисантиметровых гаубиц развлекалась за наш счёт в течение получаса, но без ущерба, по нам [со стороны противника] не было тяжёлых обстрелов. Удары, о которых Вы так много слышали, совершенно безопасны для тех, кто находится в траншее, так как траектория снарядов такая ровная, что они почти не способны попасть в окоп. Практически нет прицельной стрельбы из винтовок или пулеметов, а та, что есть, в большинстве своём представляет беспорядочные выстрелы из винтовок и пулемётов по всей линии фронта». В письме Виктор признал, что ситуация изменится, когда ему придется участвовать в боевых действиях. Он писал: «До сих пор я не сталкивался с чем-то более ужасным, чем несколько тел мёртвых французов в Мэне, поэтому я не могу дать Вам захватывающих описаний. В жизни здесь больше всего ценят очаровательный дух хорошего общения и свободу от мелочности, которая царит повсюду».
В январе 1917 года он был отправлен в 3-е армейское училище. Эдвард Бриттен отметил, что в училище ему присвоили звание капитана. Уже в феврале 1917 года Виктор вернулся на фронт. Он признался Вере Бриттен, что рассчитывает принять участие в запланированном крупном наступлении, которое положит конец войне, и выразил надежду, что «не сойдёт при этом в могилу».
Виктор был тяжело ранен во время сражения при Аррасе 9 апреля 1917 года. По свидетельству очевидцев, он «вёл свой взвод, получил ранение в руку, но снял пальто, перевязал рану и продолжил идти вперёд; это было на 2-й немецкой линии, где он получил пулю в голову, и полковник дал ему морфий, потому что ранение вызывало сильную боль». Командир Виктора написал его родителям: «У вас есть веская причина гордиться им... он сделал всё возможное, и это было блестяще. Я представил его к Военному кресту, и не сомневаюсь, что он его получит».

### Смерть
Виктора отправили обратно в Лондон, где он проходил специальное лечение в больнице общего профиля № 2 в колледже Святого Марка в районе Челси. Эдвард Бриттен навестил его в больнице, а затем написал своей сестре о состоянии их друга: «Пока неизвестно, умрёт Виктор или нет, но его левый глаз был удален во Франции, и специалист, осмотревший его, считает, что почти наверняка зрение у правого глаза тоже исчезнет... Пуля, вероятно, от пулемёта, прошла сразу за левым глазом и поднялась немного вверх, но боюсь, что достаточно, для того, чтобы повредить и правый глаз. Пуля ещё не удалена, хотя и находится очень близко к правому виску; ожидается что она выйдет сама по себе... Нам говорят, что он может оставаться в своем нынешнем состоянии в течение недели. Я не думаю, что он умрет внезапно, но, конечно, мозг должно быть повреждён, и всё зависит от того, насколько тяжела травма. Я склонен думать, что ему лучше умереть. Я бы предпочел умереть, чем потерять всё, чем мы так дорожили».
Вера Бриттен решила вернуться домой после смерти Джеффри Терлоу, близкого друга Эдварда, с которым она также подружилась, и серьёзных травм, полученных Виктором.
7 мая 1917 года Эдвард Бриттен снова навестил Виктора и написал своей сестре: «В прошлую среду ему сказали, что он, вероятно, больше никогда не сможет видеть, но он удивительно весел... Он совершенно разумен во всех отношениях, и я не думаю, что есть хоть малейшие сомнения, что он будет жить. Он сказал, что последние несколько дней были довольно горькими. Он не терял надежду на то, что зрение к нему вернётся». Примерно в это же время Виктора посетил сотрудник благотворительной организации Святого Дунстана для слепых военнослужащих, и он заявил о своем намерении выучить шрифт Брайля.
Вера прибыла в Лондон 28 мая 1917 года. Следующие десять дней она провела у постели Виктора. 8 июня в его состоянии произошло внезапное ухудшение. Посреди ночи он почувствовал слабый спазм в голове, после чего впал в состояние бреда. Виктор Ричардсон умер от церебрального абсцесса 9 июня 1917 года. 15 июня того же года ему был присвоен Военный крест посмертно. Он был похоронен в могиле своей матери на кладбище Хоув-Олд-Шорхэм-роуд.

## Память
Виктор Ричардсон один из персонажей книги Веры Бриттен «Заветы юности», изданной в 1933 году. Упоминания о нём частично основывались на дневнике, который она вела во время Первой мировой войны, и который позднее был опубликован под названием «Хроника юности». Письма Виктора к Вере были опубликованы в книге Алана Бишопа и Марка Бостриджа под названием «Письма от потерянного поколения».
В 1979 году в телевизионной экранизации «Заветов юности» роль Виктора сыграл Майкл Тротон, а Шерил Кэмпбелл исполнила роль Веры. В фильме 2014 года «Воспоминания о будущем» его сыграл Колин Морган.